# Admirim
Admirim är ett mansnamn av albanskan admirim ’beundran.’
Ingen har Admirim som tilltalsnamn i Sverige (enligt en sökning år 2018).